# Evangelische Pauluskirche (Wien)

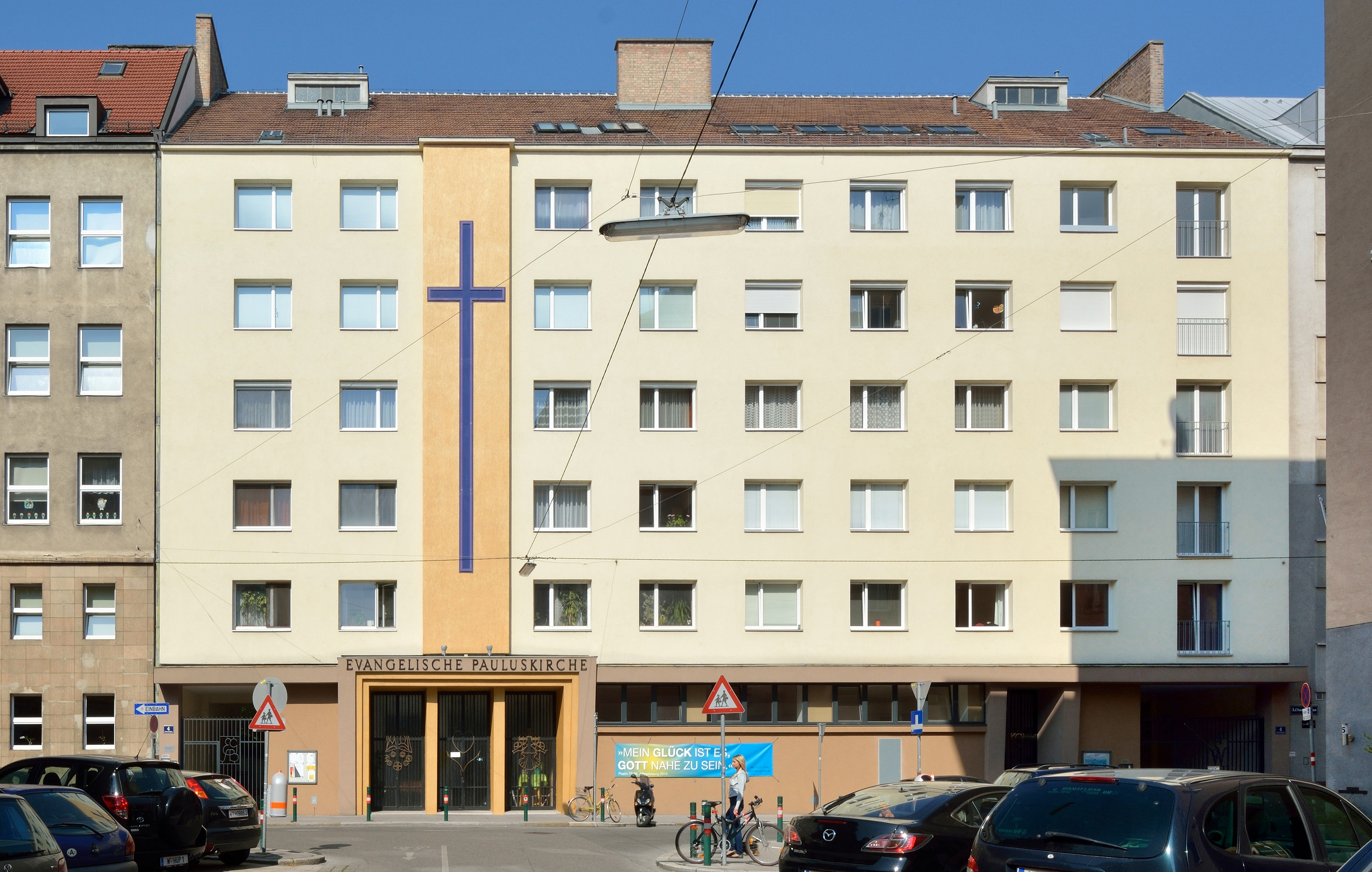
Evangelische Pauluskirche Außenansicht (2014)

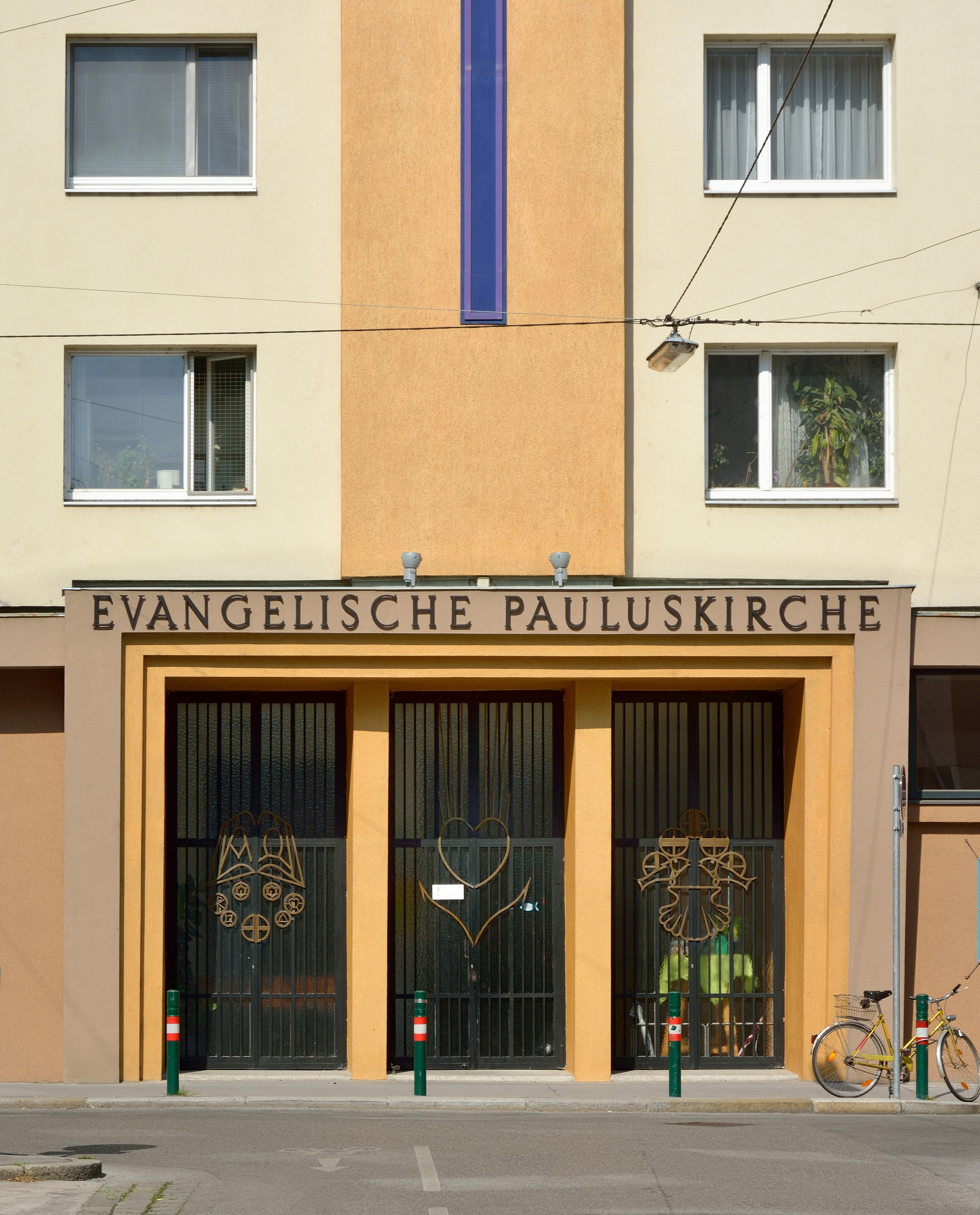
Evangelische Pauluskirche, Portal

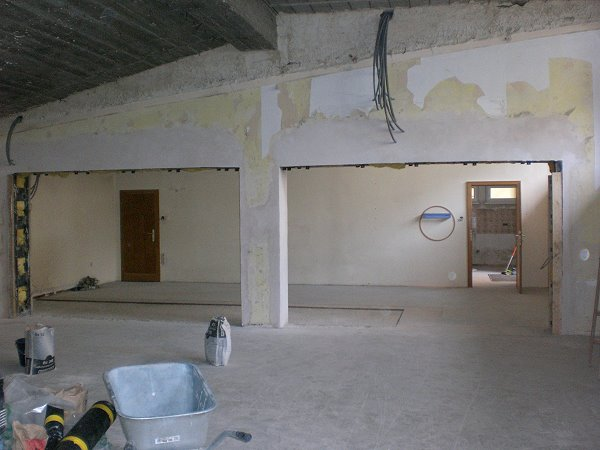
Evangelische Pauluskirche Gemeindesaal-Umbau (Sommer 2010)

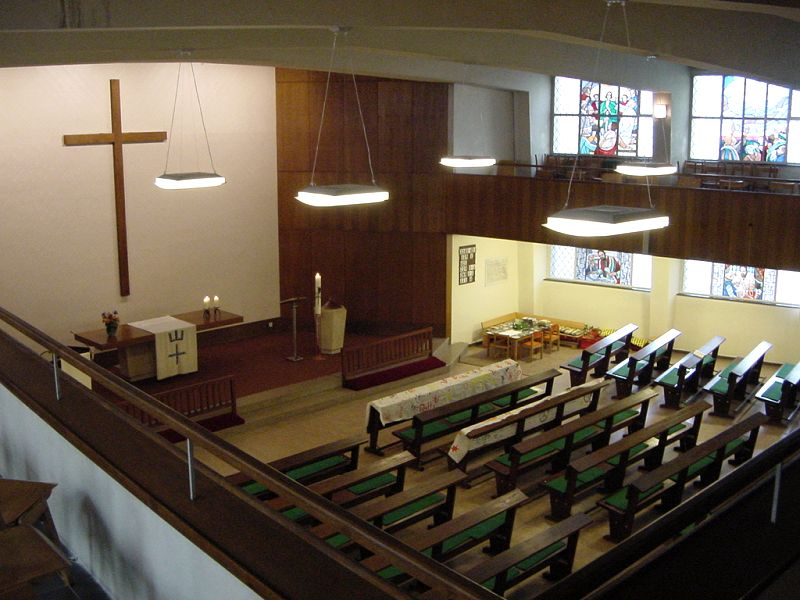
Evangelische Pauluskirche Innenansicht (2002)

Die Evangelische Pauluskirche ist das Kirchengebäude der zur Superintendentur Wien der Evangelischen Kirche Augsburgischen Bekenntnisses in Österreich gehörenden Evangelischen Pfarrgemeinde A.B. Wien-Landstraße und steht im dritten Wiener Gemeindebezirk Landstraße am Sebastianplatz 4.

## Gebäude
Der Kirchenbau wurde im Jahre 1962 begonnen, die feierliche Einweihung fand allerdings erst am 15. November 1970 statt. Die Kirche wurde aus Kostengründen in ein Wohnhaus mit 48 Eigentumswohnungen eingegliedert. Der Architekt war Rudolf Angelides, der später auch die evangelische Kirche am Wege in Meidling entwarf.
Trotz Berufsverbots erhielt der nationalsozialistisch belastete Maler Rudolf Böttger den Auftrag zur Innengestaltung. Die 15 von ihm gestalteten antisemitischen Fenster werden ab 2023 mit farbigen Stoffbahnen verhüllt und in weiterer Folge komplett ausgetauscht. Sie zeigen dem nationalsozialistischen Zeitgeist entsprechend Jesus als arischen Jüngling und Juden antisemitisch verletzend.
1977 wurde leihweise eine Orgel aufgestellt, die 1978 durch die heute noch immer verwendete Orgel ersetzt wurde. Ursprünglich war auf der Empore der Platz für eine Orgel vorgesehen; im Jahr 2008 wurde die Orgel komplett renoviert und im Zuge dessen auch auf ihren ursprünglichen Platz auf der Empore übersiedelt. 1990 wurde in der Pauluskirche ein Mittelgang errichtet, seither gibt es rund 300 Sitzplätze. Im Jahr 2000 wurden die alten Lüster durch neue, moderne Lampen ersetzt. Danach fanden immer wieder Umbauarbeiten – vor allem in den Nebenräumen Vorraum, Gemeindesaal und Jugendraum – statt. Weiters wurde auf Bitte der Gemeinde eine Gehsteigvorziehung angebracht, die als kleiner Vorplatz vor dem Eingangsbereich fungiert.
Im Zuge der Generalsanierung (Beginn Herbst 2009) der Fassade der Liegenschaft Sebastianplatz 4 wurde ebenfalls die Außenfassade der Pauluskirche in Stand gesetzt. Durch die Witterungsverhältnisse im Winter 2009/2010 musste der Anstrich der Fassade leider verschoben werden, konnte aber noch vor den Osterfeiertagen 2010 unter der Leitung von Architekt Christoph Thetter beendet werden.

„Das zweifärbig violette Kreuz steht als Sinnbild der Trauer und Erlösung vor dem göttlichen, goldenen Hintergrund.
Die Fassadenflächen, die die kirchlichen Räume umschließen, sind in einer Erdfarbe gestaltet, als Zeichen für die Erinnerung, woher der körperliche Teil des Menschen kommt und wohin er auch wieder zurückkehrt.
Durch die goldene Pforte tritt dann der ganzheitliche Mensch mit seinem göttlichen, goldenen Hintergrund zu seiner sonntäglichen Verwandlung im Gottesdienst.
Das Sockelgeschoß wird durch Rahmenelemente eingefasst, das im Sinne des Städtebaus sich farblich mit den Nachbarhäusern in Einklang setzt.
Augenscheinlich mag die Ausgestaltung willkürlich erscheinen, aber zumindest war es Anliegen, mit unzulänglichen Mitteln das Unaussprechliche zu gestalten.“

Im Sommer 2010 wird nach der Fassade ein weiteres Bauprojekt in Angriff genommen.
Nach langer Wartezeit und intensiver Planung durch eine speziell gegründete Arbeitsgemeinschaft, bestehend aus Mitgliedern der Gemeinde und unter der Leitung und Anleitung von Architekt Christoph Thetter, wurde am Montag, dem 5. Juli 2010 der Spatenstich für den Umbau des Gemeindesaales, des Jugendraums und der Küche gesetzt.

## Gemeinde
Mit dem Toleranzpatent des Kaisers Joseph II. entstand 1782 die nun staatlich anerkannte evangelisch-lutherische Gemeinde Wiens mit Sitz in der Lutherischen Stadtkirche in der Dorotheergasse 18. Von dort aus wurden auch die lutherischen Einwohner von Landstraße mitbetreut.
Am 1. Juli 1894 wurde auch in Wien-Landstraße eine Tochtergemeinde gegründet, nachdem bereits in Gumpendorf und Währing (Lutherkirche) Tochtergemeinden entstanden waren. Später sollte die Gemeinde Wien-Landstraße ihrerseits Muttergemeinde für Pfarrgemeinden in Favoriten, Simmering, Floridsdorf, Schwechat, Bruck an der Leitha, Korneuburg, Stockerau und Mistelbach werden. 1899 fiel der Beschluss für den Ankauf des Hauses in der Schützengasse 13, um einen Betsaal zu errichten, der 1900 fertiggestellt wurde.
Am 1. Januar 1922 wurde die Wiener Evangelische Pfarrgemeinde A.B. der Lutherischen Stadtkirche in sechs Teilgemeinden geteilt. Die Evangelische Teilgemeinde A.B. Wien-Landstraße erhielt nun auch ein Pfarramt, eine Gemeindevertretung und ein Presbyterium. 1936 erwarb die Teilgemeinde Landstraße gemeinsam mit der Muttergemeinde einen Baugrund für den Bau einer Kirche am Sebastianplatz 4. Wegen des Zweiten Weltkriegs und der Nöte der Nachkriegszeit konnte der ursprünglich geplante platzbeherrschende Bau nicht errichtet werden; der Kirchenbau wurde auf unbestimmte Zeit verschoben. 1947 wurde der Betsaal in der Schützengasse zu einer kleinen Kirche umgebaut, die am 20. Juni 1948 als Paul-Gerhardt-Kirche (benannt nach dem Theologen Paul Gerhardt) eingeweiht wurde.
Am 1. Oktober 1949 trat durch einen Erlass des Oberkirchenrates eine neue Kirchenverfassung der Evangelischen Kirche A. und H. B. in Österreich in Kraft. Damit wurden alle Wiener Teilgemeinden – so auch die Evangelische Gemeinde Wien-Landstraße – zu selbstständigen Pfarrgemeinden erhoben. 1962 wurde der Kirchenbau am Sebastianplatz begonnen und 1970 fertiggestellt. 1992 wurde die Paul-Gerhardt-Kirche in der Schützengasse mit dem alten Pfarrhaus an die koreanische presbyterianische Kirchengemeinde verkauft.